# Alexandre Piédagnel

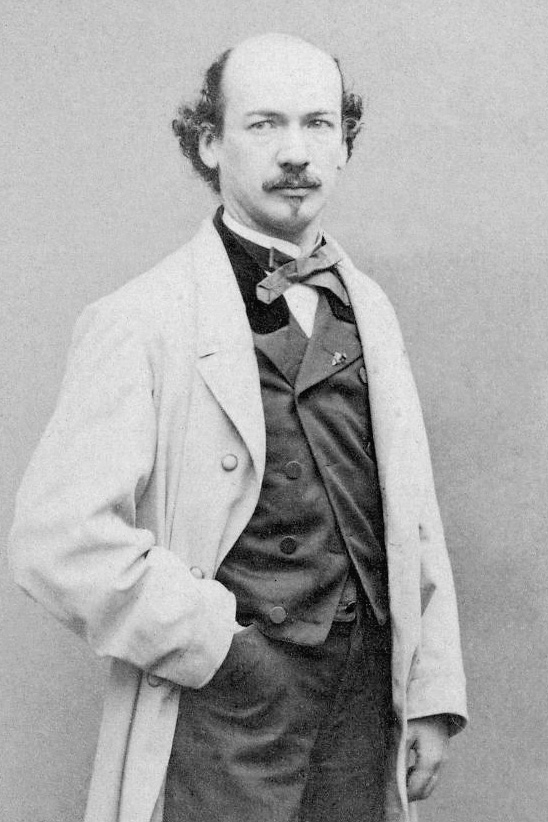
Alexandre Piédagnel (1864), porträtiert von Étienne Carjat

Alexandre Piédagnel (* 27. Dezember 1831 in Cherbourg, Département Manche; † 12. September 1903) war ein französischer Schriftsteller.
Piédagnel war befreundet mit Stéphane Mallarmé und Catulle Mendès. Durch diese kam er auch mit anderen Parnassiens in Kontakt und der Verleger Alphonse Lemerre lud ihn ein, an der später berühmt gewordenen Anthologie Le Parnasse contemporain mitzuarbeiten. Heute zählt man Piédagnel zum Umfeld dieser literarischen Vereinigung.
In seiner Tätigkeit als Herausgeber bei der „Librairie de Bibliophiles“ ließ er sich gelegentlich auch von Alfred des Essarts, dem Bibliothekar der Bibliothek Sainte-Geneviève beraten. Auch diese Bekanntschaft kam durch die Parnassiens zustande, Alfreds Sohn, Emmanuel des Essarts, zählte ebenfalls zu diesen.
Piédagnel nahm am Deutsch-Französischen Krieg teil und ließ sich nach Kriegsende 1872 für einige Jahre in Paris nieder. Er interessierte sich u. a. für zeitgenössische Kunst und veröffentlichte 1876 die erste Monographie über den Maler Jean-François Millet und die Schule von Barbizon. Neben seinem eigenen literarischen Schaffen machte sich Pièdagnel mit der Zeit auch einen Namen als Herausgeber.

## Werke
als Autor
- Ambulances de Paris pendant le siege (1870–1871). Librairie generale, Paris 1871.
- Avril. Poèsies. 1877.
- Un bouquiniste parisien. Le père Lécureux. Lemerre, Paris 1878.
- En route. Poèsies. Fischbacher, Paris 1885.
- Hier. Poèmes. 1882.
- Jadis. Souvenirs et fantaisies. Liseux, Paris 1886 (illustriert von Marcel d'Aubepine).
- Jean-François Millet. Souvenirs de Barbizon. Cadart, Paris 1876.
- Jules Janin. 1804–1874. Librairie des Bibliophiles, Paris 1874.

als Herausgeber
- Charlotte Aïssié: Lettres à Mme Calandrini. Jouaust, Paris 1878.
- Bernard de Bonnard: Œuvres choisies. Librairie des Bibliophiles, Paris 1886.
- Jean Dorat: Œuvres choisies. Librairie des Bibliophiles, Paris 1888.
- Xavier de Maistre: Voyage d'autour dans ma chambre. Quantin, Paris 1882.
- Jean-François Regnard: Œuvres. Lemerre, Paris 1887/88 (2 Bde.).
- Pierre-Jacques Roulliot: Chansons. Jouaust, Paris 1883.
- Jacques-Henri Bernardin de Saint-Pierre: La chaumière indienne suivi du cafe du surate. Jouaust, Paris 1875.
- Jacques-Henri Bernardin de Saint-Pierre: Paul et Virginie. Liseux, Paris 1879.